# Skolts
Los skolts son un grupo del pueblo lapón, que habita en el óblast de Múrmansk en Rusia y en las regiones aledañas de Inari en Finlandia y en la localidad de Neiden en Noruega. Los skolts se distinguen del resto de los lapones por su dialecto, el sami skolt, y por pertenecer tradicionalmente a la Iglesia ortodoxa rusa.

## Historia
Como resultado del Tratado de Tartu (1920), la patria Skolt se dividió en dos: la parte occidental, Petsamo, pasó a formar parte de Finlandia y la parte oriental fue cedida pasó a la Unión Soviética. La frontera se convirtió en una amenaza para la identidad de los skolts, ya que les resultó difícil vivir como lo habían hecho tradicionalmente con la cría de renos, la caza y la pesca como fuente de sustento. Muchos inmigrantes finlandeses se mudaron a la patria tradicional skolt. En 1926, una cuarta parte de la población de Petsamo eran skolts, y en 1930 la proporción se redujo a una sexta parte.
Después de la Guerra de Invierno (1939), Finlandia perdió su parte de la península de Ribachi ante la Unión Soviética y, después de la Guerra de Continuación (1941-1944), también perdió Petsamo. Como resultado, los skolts que vivían en Suonikylä y Paatsjoki fueron evacuados a Finlandia, y los skolts de Suonikylä se instalaron en Sevettijärvi, los skolts de Paatsjoki en Keväjärvi y a lo largo del río Rautujoki de Sevettijärvi, y los skolts de Petsamo y las aldeas de Mus Nellim.